# Mont des Cats (marque de fromage)
Pour les articles homonymes, voir Mont des Cats (homonymie).
Mont des Cats (prononcé [mɔ̃ dɛ ka]) est une marque commerciale française identifiant un fromage fabriqué dans l'abbaye du Mont-des-Cats, près de Godewaersvelde, dans la Flandre française (dans le département du Nord), par les moines trappistes de l'abbaye depuis le XIXe siècle. C'est un fromage à pâte pressée non cuite, dont l'affinage dure environ un mois. Il se présente sous forme de meules de 2kg et existe également sous la forme de petites tomes d'environ 500g commercialisées sous le nom "Dessert des trappistes".
La couleur rousse de sa croûte est obtenue grâce à un colorant naturel, le roucou (ou achiote) : la pâte est lavée pendant l'affinage dans une saumure contenant ce colorant.
Ce fromage est commercialement identifié par la marque de certification Monastic.

## Origine
La première recette de fromage élaborée au sein de l'abbaye du Mont-des-Cats provient de l'abbaye de Port-du-Salut dans la Mayenne. Lorsque de nouvelles communautés de moines trappistes s'implantèrent ailleurs en France, les moines de Port du Salut les aidèrent en envoyant des religieux, ainsi que la recette de leur fromage. C'est ainsi que naquit la famille des fromages « trappistes ».
À l'origine, depuis 1826, la production dépendait d'un processus d'obtention fermier de par le fait que la communauté exploitait les terres dépendantes de l'abbaye. Face au développement commercial de leur production fromagère, des laits complémentaires furent achetés et collectés dans les fermes environnantes et assurèrent la demande en fromages. 
En 1880 est créé un fromage analogue au Saint-Winoc ancienne formule au sein de l'abbaye du Mont-des-Cats.
À partir de 1970, la communauté abandonna définitivement l'agriculture et devint entièrement dépendante de l'élevage laitier local et des agriculteurs du pays. 
Depuis 2004, l'abbaye transforme deux millions de litres de lait par année provenant du site de collecte laitier bailleulois de Danone.

## Mode de consommation
Contrairement à beaucoup de fromages de la région administrative Nord-Pas-de-Calais, il est relativement peu fort, et est aussi donc consommé durant le déjeuner dans le pays. 